# Helius guttulinus
Helius guttulinus là một loài ruồi trong họ Limoniidae. Chúng phân bố ở miền Australasia.